# Alberto Varillas
Alberto Varillas Montenegro (Lima, 26 de enero de 1934-Lima, 5 de enero de 2025) fue un abogado, escritor y político peruano. Se desempeñó como Ministro de Educación durante el gobierno de Alberto Fujimori, entre 1992 y 1993.

## Biografía
Hijo de Elena Montenegro Arrigoni y Alberto Varillas Saavedra.
Ingresó a la Pontificia Universidad Católica del Perú, en la cual se graduó como Bachiller en Humanidades con mención en Literatura y como bachiller en Derecho y Ciencias Políticas. Obtuvo el título de abogado y el grado de doctor en Literatura.

Desde 1957 se desempeñó como profesor en el Departamento de Humanidades de la Pontificia Universidad Católica del Perú, en la cual también fue Secretario General (1965-1994) y director de la Escuela de Estudios Especiales.
Fue fundador del Instituto Andino de Estudios en Población y Desarrollo (INANDEP), en el cual se desempeñó como Coordinador General.
Fue director de la Escuela Internacional del Instituto Riva-Agüero y consultor de la Asociación Latinoamericana de Instituciones Financieras para el Desarrollo, ALIDE, de 1973 a 1980.
Fue miembro de la Academia Peruana de la Lengua, de la Academia Nacional de Historia, del Instituto Riva-Agüero y del Instituto Ricardo Palma. Fue miembro del Consejo Consultivo del Instituto Nacional de Defensa de la Competencia y de la Protección de la Propiedad Intelectual (INDECOPI) desde julio de 1993 hasta julio de 1996.
Fue Presidente del Patronato de la Casa Museo Ricardo Palma

## Actividad pública
En 1964, ingresó a trabajar al Ministerio de Justicia y Culto, en el cual fue director general de Culto. También fue encargado (director interino) de la Dirección general de Establecimientos Penales y de la Dirección General de establecimientos de tutela.
Fue Coordinador del Ministerio de Justicia con el Instituto Nacional de Planificación
En 1972, durante el gobierno militar de Juan Velasco Alvarado, fue presidente de la Comisión Nacional para elaborar Reglamento de Pensiones de los Planteles Particulares de Educación Primaria, Secundaria, Común y Técnica del Perú.

### Ministro de Educación
El 8 de mayo de 1992, Alberto Fujimori lo nombró Ministro de Educación. como tal promovió la participación comunal en la gestión educativa; es decir propuso que las Municipalidades, los padres de familia, la Iglesia y la Comunidad organizada en general deberían ser gestores y administradores del mecanismo educativo peruano.
El 27 de abril de 1993, fue interpelado por el Congreso Constituyente Democrático por las reformas hechas en el sector. Varillas asistió al congreso y explicó la política educativa del gobierno y finalizó solicitando la confianza del congreso, la cual le fue otorgada por la mayoría fujimorista de Cambio 90-Nueva Mayoría junto al Frente Popular Agrícola del Perú y al Movimiento Renovación.
Renunció al ministerio en julio de 1993.

### Embajador en Costa Rica
En julio de 1994 fue nombrado embajador de Perú en Costa Rica, cargo que ejerció hasta julio de 2000.

## Publicaciones
- 2008, El periodismo en la historia del Perú: desde sus orígenes hasta 1850
- 1999, Perú y Ecuador. Visión actual de un antiguo conflicto
- 1992, La literatura peruana del siglo XIX: personificación y caracterización
- 1992, Felipe Pardo y Aliaga
- 1990, La situación poblacional peruana: balance y perspectivas, en coautoría con Patricia Mostajo